# Andrea Piccolomini Todeschini

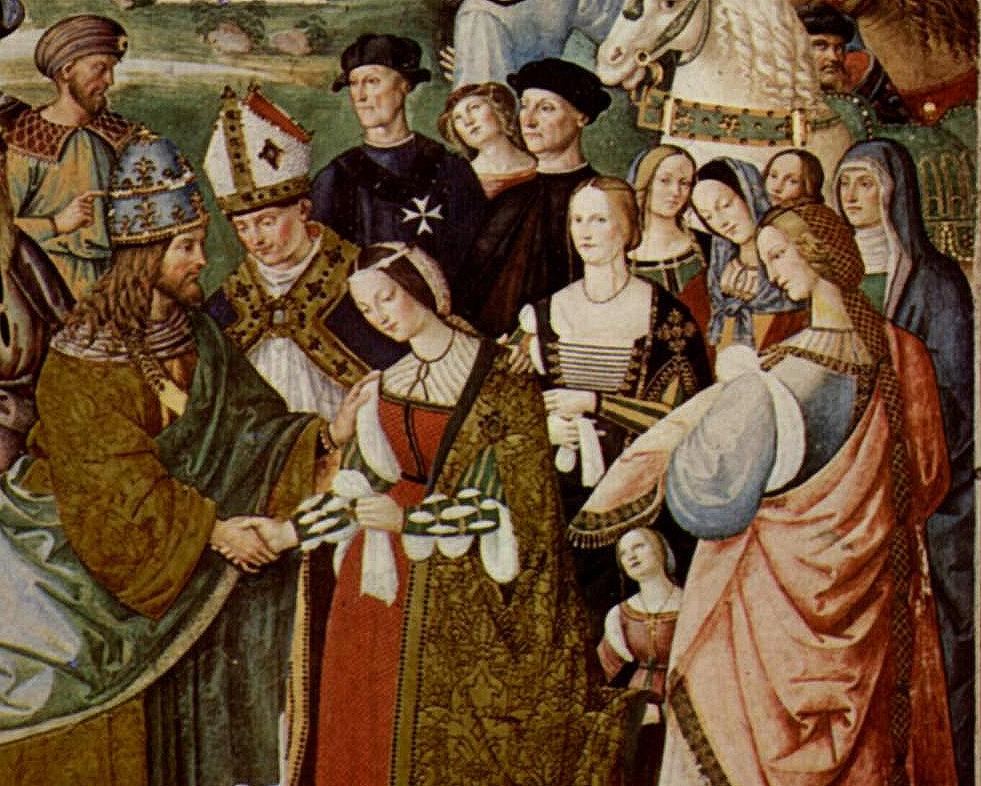
Agnese Farnese und Andrea Piccolomini

Andrea Piccolomini Todeschini (* 1445 in Sarteano oder Siena; † September 1505 in Siena) war ein italienischer Adeliger.
Andrea wurde als Sohn von Laudomia Piccolomini, der Schwester des zukünftigen Papstes Pius II., und Nanni Todeschini da Sarteano im Jahr 1445 geboren. Der Geburtsort ist nicht gesichert, die Mutter starb im Geburtsjahr.

## Biografie
Andrea hatte ein anderes Temperament als seine älteren Brüder Giacomo und Antonio, war kein Soldat. Wahrscheinlich liebte er die Literatur.
Das Leben Andreas und der Brüder Antonio, Francesco und Giacomo wurde stark vom Aufstieg des Enea Silvio Piccolomini auf den Papstthron geprägt. Die Familie profitierte in hohen Maße vom Pontifikat des Pius II. und der folgenden Wiedereingliederung in die politischen Rechte Sienas durch die Aufnahme in die Monte del Popolo. Der Papst sah auch vor, dass die Neffen eine wichtige Rolle im öffentlichen Leben spielen sollten, und dank wichtiger Ehen erreichte er es. Andrea heiratete im Januar 1475 Agnese Farnese, Tochter von Gabriele Francesco di Ranuccio und Isabella Orsini, mit der er sieben Kinder hatte. Seine Nachkommen weisen wahrscheinlich die höchste Zahl von Päpsten auf.
Enea Silvio schenkte ihm mit der Bulle vom 18. Juli 1463 den Besitz des in Pienza erbauten Palastes, dem das Patronat über den Dom dieser Gemeinde hinzugefügt wurde. Andrea und sein Bruder Giacomo erhielten die ungeteilte Herrschaft über das Vikariat von Camporsevoli in der Diözese Chiusi, das sie 1464 in Besitz nahmen. Im selben Jahr gab der König von Neapel, Ferrante von Aragón, dem Papst  für ihn die Herrschaft von Giglio und Castiglione della Pescaia sowie den Titel des Marchese dieser Länder. Als Schenkung Antonios übernahm er das Schloß Castiglione Rocchette und dank einer weiteren Schenkung das Eigentum an allen Immobilien, die Antonio in der Region Siena besaß. König Ferdinand II. von Spanien ernannte ihn zum Ritter des Santiagoordens.
Der wirtschaftliche Aufschwung während des Pontifikats von Pius II. wurde durch Steuerunterlagen Sienas und durch das von Piccolomini am 31. Dezelmber 1476 begonnene libro di contratti belegt. Es gab eine große Zahl von Geschäften, die im Laufe der Zeit seinen Einfluss in der Stadt stärkten. In Siena wurde der Bau eines, ursprünglich vom Papst gewünschten Palastes begonnen. Die beiden Gebäudeteile entsprechen zwei verschiedenen Bauprojekten, das die Brüder ab 1480 verfolgten, als sie das Gebäude und das gemeinsame Erbe teilten.
Andrea war unter anderen einer der Geldgeber der Familie für die Fresken von Pinturicchio in der Piccolomini-Bibliothek. Der Künstler hat uns in der Bilddekoration Enea Silvio Piccolomini, Erzbischof von Siena, stellt Eleonora von Portugal Kaiser Friedrich III. vor sein Bild überliefert, das hinter seiner Frau Agnes zu sehen ist mit dem Mieder mit schwarz-weißen Streifen, und das der ältesten Tochter Montanina in Gestalt einer Brautjungfer, die die Kleider der aragonischen Prinzessin trägt.
Nach seinem Tod musste seine jüngste Tochter Victoria den Sohn von Petrucci, Borghese, heiraten. Mit dieser Aktion wollte Petrucci das Bündnis der Noveschi mit den Gentiluomini sanktionieren und auf diese Weise die Nachfolge seiner Familie in der Herrschaft festigen.

## Politische Laufbahn
Andrea musste sich einer der schwierigsten Zeiten in der Republik stellen. Den Monte dei Gentiluomini zugeschrieben, stand er wie der Rest der Familie vor der überwältigenden Macht der Noveschi, die Pandolfo Petrucci an der Spitze hatten, der danach strebte, Herr von Siena zu werden, und es später auch wurde.
Politisch wurde er im Juli 1468 tätig, als er zum Herzog von Mailand, Galeazzo Sforza, anlässlich dessen Heirat mit Vona von Savoyen geschickt wurde. Anschließend war er als Botschafter beim König von Neapel (1471). im Sommer 1477 war er sienesischer Kommissar in Valdichiana und dann beim Grafen Antonio da Montefeltro; in den zwei Monaten November–Dezember 1479 war er Capitano del Popolo. Danach wurde seine politische Rolle intensiver. Als der Rat am 22. Juni 1480 unter dem Vorsitz von Giacomo Piccolomini beschloss, die Monte dei Riformatori aus der Regierung zu vertreiben, wurde am 1. Juli eine neue Balìa gewählt, der Andrea Piccolomini und sein Bruder angehörten.
In den folgenden Jahren war Piccolomini mehrmals in der Balìa: in der zweimonatigen Periode November–Dezember 1482, zweimal im Jahre 1483 und erneut zweimal im Jahre 1486. Zwei Amtszeiten lang war er auch Capitano del Popolo (1482 und 1486). 1483 versuchte er zusammen mit Bartolomeo di Landuccio, Kardinal Cybo, der von Sixtus IV. zur Befriedung von Siena geschickt worden war, von der Entscheidung abzuhalten, die Stadt nach dem Scheitern seines Mandats zu verlassen. In diesen Jahren war Piccolomini zusammen mit seinem Bruder Francesco (Kardinal und Erzbischof) ein maßgeblicher Vertreter der Monte di Popolo und wurde oft zur Vermittlung aufgerufen.
Im Oktober 1482 gelang es Andrea Piccolomini nach einer Intervention, den Verschwörungsversuch einiger Volksangehöriger, Dodicini und Riformatori, die versuchten die Wahl einer Balìa des Volkes durchzusetzen, zu unterdrücken. Nach Beendigung der Unruhen wurde er in die neue Signoria gewählt. Im Jahr 1487 musste er in Erwartung von Unruhen die Stadt verlassen und mit seinem Bruder, Kardinal Francesco, in Castel Rosi Zuflucht suchen. Am 22. Juli 1487 kehrten die Nuoveschi triumphierend nach Siena zurück und reorganisierten den Staat. Es scheint festzustehen, dass Kardinal Francesco, der am 24. Juli 1487 in Begleitung von Andrea nach Siena einreiste, am Staatsstreich teilnahm und an der Verwirklichung des neuen Gleichgewichtes innerhalb der Institutionen mitwirkte. Piccolomini besaß eine anerkannte politische Autorität.
Unter den zurückgekehrten Exilanten war Pandolfo Petrucci, Anführer der Noveschi, der bald an der Spitze der Regierung stehen sollte. Auch in den folgenden Jahren war Piccolomini ein unverzichtbarer Gesprächspartner sowohl für Pandolfos Gegner als auch für Petrucci selbst. Andrea nahm bis zu seinem Tod im September 1505 am politischen und öffentlichen Leben teil.

## Weiterführende Links
- Geschichte Sienas